# Chapelle (Broye)
Pour les articles homonymes, voir Chapelle (homonymie).
Chapelle (Tsapala  en patois fribourgeois) est une localité et une ancienne commune suisse du canton de Fribourg, située dans le district de la Broye.

## Histoire
Située dans l'enclave de Surpierre, le territoire de la localité de Chapelle comprend trois hameaux : Chapelle, Coumin-Dessus et Coumin-Dessous. Selon le terrier de 1380, Chapelle et Coumin faisaient partie de la seigneurie de Surpierre. Celle-ci passa à Berne le 21 février 1536, puis fut cédée le 1er mars à Fribourg. L'ancienne commune fit alors partie du bailliage de Surpierre, du district d'Estavayer dès 1798, puis de celui de Surpierre de 1803 à 1848. Le village a toujours été rattachée à la paroisse de Surpierre. Chapelle est restée agricole avec comme principales activités l'élevage, les cultures céréalières et le tabac.
De 2005 à 2020, Chapelle a fait partie de la commune de Cheiry. Depuis 2021, à la suite de la fusion de Cheiry et Surpierre, Chapelle fait partie de la commune de Surpierre.

## Patrimoine bâti
La localité compte une chapelle dédiée à Sainte-Brigitte, Saint-Claude et Saint-Guérin. Elle est mentionnée au XVIIe siècle.

## Toponymie
Jusqu'en 1953 : Chapelle-près-Surpierre

## Démographie
Chapelle comptait 85 habitants en 1811, 129 en 1831, 120 en 1850, 113 en 1900, 117 en 1950, 64 en 2000.